# Чарлс Томсон Рис Вилсон
Чарлс Томсон Рис Вилсон CH, FRS (енгл. Charles Thomson Rees Wilson, 14. фебруар 1869 – 15. новембар 1959) био је шкотски физичар и метеоролог који је добио Нобелову награду за физику 1927. године "за откриће методе која чини видљивим путање наелетрисаних честица кондензовањем паре".
Изабран је за члана Краљевског друштва 1900. године.

## Образовање и рани живот
Вилсон је рођен у жупи Гленкорс, Мидлотијан, од мајке Ени Кларк Харпер и оца Џона Вилсона, узгајивача оваца. Након што му је отац умро 1873. године, преселио се са породицом у Манчестер. Уз финансијску подршку свог полубрата студирао је биологију на Овенс колеџу, сада Универзитету у Манчестеру, са намером да постане лекар. Године 1887, дипломирао је на Високој школи. Добио је стипендију за похађање колеџа Сидни Сасекс у Кембриџу, где се заинтересовао за физику и хемију. Године 1892, добио је одликовање 1. класе у оба дела Природословног трипоса.

## Каријера
Он се посебно интересовао за метеорологију, и 1893. је почео да проучава облаке и њихова својства. Почевши од 1894. године, неко време је радио у опсерваторији на Бен Невису, где је вршио запажања формирања облака. Посебно га је фасцинирала појава глорија. Затим је покушао да репродукује овај ефекат у мањем обиму у Лабораторији Кевендиш у Кембриџу, ширећи влажан ваздух унутар затвореног контејнера. Касније је експериментисао са стварањем трагова облака у својој комори кондензацијом на јоне настале радиоактивношћу. Неколико његових комора за облаке је сачувано.
Вилсон је постао члан колеџа Сидни Сасекс, и универзитетски предавач и демонстратор 1900. године. Део студената га је сматрао лошим предавачем, због израженог муцања.

## Доприноси
Проналазак коморе за облаке био је превасходно Вилсоново препознатљиво достигнуће, које му је донело Нобелову награду за физику 1927. године. Лабораторија Кевендиш га је похвалила за стварање „нове и упечатљиве методе истраживања својстава јонизованих гасова“. Облачна комора је омогућила огромне експерименталне напредке у проучавању субатомских честица и области физике честица уопште. Неки су приписали Вилсону заслуге што је уопште омогућио проучавање честица.
Вилсон је објавио бројне радове о метеорологији и физици, на теме које су обухватале рендгенске зраке, јонизацију, формирање грмљавинских облака,  и друге метеоролошке појаве. Вилсон је можда такође посматрао црвене вилењаке 1924. године, 65 година пре њиховог званичног открића. Временске прилике су биле фокус Вилсоновог рада током његове каријере, од његових раних запажања на Бен Невису до његовог завршног рада, о грмљавинским облацима.

## Метод
Ретроспективно, Вилсонов експериментални метод је придобио одређену пажњу научника.
У периоду научног истраживања које је карактерисала подела између „аналитичких” и „морфолошких” научника, Вилсонов метод истраживања представљао је хибрид. Док су неки научници веровали да феномене треба посматрати у чистој природи, други су предложили лабораторијски контролисане експерименте као главни метод за истраживање. Вилсон је користио комбинацију метода у својим експериментима и истраживањима. Вилсонов рад „учинио је видљивим ствари чија су својства раније била закључена само индиректно“.
Назван је „скоро последњим од великих индивидуалних експериментатора у физици“. On je користио своју облачну комору на различите начине да демонстрира оперативне принципе ствари као што су субатомске честице и рендгенски зраци. Али његово примарно интересовање, и тема већине његових радова, била је метеорологија.

## Награде, признања и заоставштина
Вилсон је изабран за колегу Краљевског друштва (FRS) 1900. године.
За проналазак облачне коморе добио је Нобелову награду за физику 1927. године. Ову награду је поделио са америчким физичарем Артуром Комтоном, награђеним за свој рад на корпускуларној природи зрачења. Упркос Вилсоновом великом доприносу физици честица, он је остао заинтересован за атмосферску физику, посебно атмосферски електрицитет, током целе своје каријере.. На пример, његов последњи истраживачки рад, објављен 1956. када је био у својим касним осамдесетим (у то време био је најстарији FRS који је објавио рад у часописима Краљевског друштва), био је о атмосферском електрицитету.
Кратер Вилсон на Месецу је назван по њему, Александру Вилсону и Ралфу Елмеру Вилсону. Формације Вилсоновог кондензационог облака које настају након великих експлозија, као што су нуклеарне детонације, добиле су име по њему. У његову част именовано је Вилсоново друштво, научно друштво колеџа Сидни Сасекс у Кембриџу, као и ЧТР Вилсонов институт за атмосферски електрицитет, посебна интересна група за атмосферски електрицитет Краљевског метеоролошког друштва.
Архиву Ч.Т.Р. Вилсона одржава Архив Универзитета у Глазгову.
Године 2012, Краљевско друштво Единбурга одржало је састанак у част Вилсона, „великог шкотског физичара“.

## Лични живот
Године 1908, Вилсон се оженио са Џеси Фрејзер, ћерком свештеника из Глазгова. Пар је имао четворо деце. Породица га је познавала као стрпљивог и радозналог. Он је волео шетње по брдима у близини његове куће. Чарлс је умро у својој кући у Карлопсу 15. новембра 1959. године, окружен породицом.